# Vybor carskoj nevesty
Vybor carskoj nevesty (Выбор царской невесты) è un cortometraggio muto del 1909 diretto da Vasilij Michajlovič Gončarov.